# 葉秀峯
葉秀峯（1900年—1990年2月8日），江蘇江都人，中华民国政治人物。屬CC派。

## 生平

### 从机要科到调查科
葉秀峯自扬州中学毕业后，考入天津北洋大学矿冶系，与陈立夫同班。毕业后，与陈立夫获官费留学美国匹兹堡大学，1925年秋，二人同获硕士学位并一道归国。归国后，葉秀峯任扬州省立八中、苏州工专的教员。陈立夫则通过蒋介石的关系，到广州黄埔军校任蒋介石校长的机要秘书。葉秀峯教书半年多，便应陈立夫邀请，到广州随陈立夫参与机要活动。
1926年7月，国民革命军总司令部机要科成立，陈立夫任科长，葉秀峯任该科机要秘书。国民革命军进驻南京后，葉秀峯继续在陈立夫的领导之下开展情报工作，葉秀峯招收了一批青年，包括顾建中、季源溥、徐兆麟、吴星伯等人，他们的据点设在中正路（今中山南路）南京市商会内的一间偏房，一有情报便在此聚集。
1927年四一二政变后，南京的中国国民党中央组织部成立，该部下设调查科，陈立夫任科长，葉秀峯任科员。1929年初，葉秀峯被派往中国国民党南京特别市党部，参与陈果夫、陈立夫领导的对该党部的指导及整顿工作，葉秀峯是中央特派（指导）委员，可调动指挥一切。张国栋是其助手。1929年8月，调查科主任空缺，葉秀峯经升任中国国民党中央秘书长陈立夫的支持，出任调查科主任，同时兼任中国国民党南京市党部委员。

### 江苏任职
1929年12月，葉秀峯因某件事与陈立夫不合，乃托故到杭州休假。陈果夫、陈立夫暂派徐恩曾代理调查科长。因张国栋与葉秀峯的友谊，徐恩曾便派张国栋赴杭州看望葉秀峯，并打听葉秀峯是否还会回调查科，葉秀峯坚称不再回调查科。陈果夫、陈立夫得知后很生气，但念及葉秀峯追随自己多年，又当用人之际，乃于1930年初派葉秀峯改任中国国民党江苏省党部委员，任务为“集中精力，发展CC在江苏的力量”。葉秀峯接到指示后，创办了名为“FIVE FRIENDS”（简称“FF”）的秘密组织，葉秀峯规定每名成员发展五人，为一级，逐级发展。“FF”在江苏逐渐形成气候。
1933年底，陈果夫出任江苏省政府主席。1934年，葉秀峯被任命为江苏省政府委员兼禁烟委员会主任。1935年11月，中国国民党第五次全国代表大会召开，陈果夫、陈立夫命葉秀峯为江苏代表出席了大会，葉秀峯在大会上当选为候补中央执行委员。1936年7月，葉秀峯转为中央执行委员。
抗日战争爆发后，陈果夫被蒋介石另行安排。调离之时，陈果夫将葉秀峯推荐到西康省，任西康省政府委员兼西康省建设厅厅长。但葉秀峯与西康省主席刘文辉相处不大融洽，故仅任职两年，便离开康定回到重庆。
葉秀峯回到重庆后，陈果夫办了“国父实业研究会”，任命葉秀峯为总干事，主持日常工作。陈果夫、陈立夫常邀葉秀峯到自己的寓所，听取其在若干决策上的意见。
1945年5月，葉秀峯当选中国国民党第六届中央执行委员。

### 出掌中统
1945年初，陈果夫、陈立夫得知蒋介石有意撤换负中统局实际责任的中统局副局长徐恩曾，便向蒋介石推荐由葉秀峯继任。1945年1月，蒋介石任命葉秀峯接替徐恩曾，主持中统局的全面工作。起初，葉秀峯向陈果夫、陈立夫表示对该职无兴趣。实际上，葉秀峯看到了中统局内部均为徐恩曾的亲信，此外还有挂名中统局局长朱家骅支持的副局长郭紫峻，故担心自己任职后没有实权。葉秀峯向陈果夫、陈立夫提出：“条件只有一个，就是中统局的一切，包括人事、财务等全部由我一人做主。”陈果夫、陈立夫答应了该条件。
1945年2月1日，葉秀峯正式上任。葉秀峯对挂名局长朱家骅插手局务釆取强硬姿态，并且将两位副局长顾建中、郭紫峻架空，又将朱家骅的亲信、会计室主任李光灼逐出中统局。朱家骅未能让副局长郭紫峻主持中统局，第二次世界大战德国战败已无疑问，亲德派朱家骅失去蒋介石青睐，朱家骅又已转任国民政府教育部部长，朱家骅遂向蒋介石提出辞去兼任的中统局局长职务，获蒋介石同意，葉秀峯乃改任中统局代局长。数月之后，经蒋介石批准，葉秀峯成为正式中统局局长。
葉秀峯上任后，一改徐恩曾的作风，整天批阅文件，还找来骨干人员谈心。葉秀峯上任不久，四川省境内发现大量假币流通，蒋介石命中统局限期破案。此为葉秀峯上任后，蒋介石交办的首个案件。葉秀峯当即主持召开科长以上人员会议，责成第三处（党政处）负责，重庆区及其他各个处、室协助，葉秀峯还坐镇第三处直接指挥，第三处第七科科长潘泽筠利用曾任重庆经济调查总队秘书的关系多方打探，迅速发现线索，行动队员随即将主犯、从犯全部抓获，人赃俱获。葉秀峯以急件呈报蒋介石。数日后，葉秀峯收到蒋介石的亲笔手令：“接事伊始，立建勋功，殊堪褒奖。”

### 人员调整
上任一个多月，葉秀峯邀亲信、时任国家总动员会议秘书的王述先担任中统局主任秘书，并将私人印章交给王述先，要王述先主持日常工作。原任中统局秘书的张国栋，因与葉秀峯为多年好友而留任，他也是处级以上人员中唯一一位留任者。因王述先缺乏特务工作经验，经过陈果夫推荐，葉秀峯又将资料室主任万大鋐升为秘书，与张国栋共同协助王述先的工作。
随后，葉秀峯开展了对处级干部的调整。除了统计处、特经处因为专业性较强而未调整外，其他各个处、室、会均作调整。调整出中统局的处长、主任全由陈果夫、陈立夫另行作安排，葉秀峯的亲信及陈果夫、陈立夫推荐的“人才”韩克温、季源溥、王秀春、吴星伯分任第一处（日伪）、第二处（党派）、第三处（党政）、交通处的处长，李尚春、韩善辅分任人事室、会计室的主任，机要室被撤销，另设第四处，蒋静一任处长。此外，葉秀峯还增设督察室，任命王保身为主任，负责对该局内部进行监督、侦察。葉秀峯对各专业委员会及部分科长、专员也作了调整。整个中统局由此处于葉秀峯的掌控之下。

### 出击孔系
孔祥熙与陈果夫、陈立夫兄弟均为蒋介石的亲信，孔祥熙主管财政，陈果夫、陈立夫兄弟主管党务。抗日战争前，孔祥熙依赖陈果夫、陈立夫领导的特务遏制盐业走私及偷漏税收，陈果夫、陈立夫却乘机将大量特务安插进盐业和税务部门。同时陈果夫、陈立夫又希望将特务安排入孔祥熙开办的税务训练班，陈果夫与孔祥熙交涉时，遭孔祥熙拒绝，孔祥熙还与黄埔系将领桂永清联办该训练班，陈果夫、陈立夫的计划只好告吹。后来，孔祥熙的亲信、财政部直接税署署长高秉坊将四川省税务局6个分局中的5个有中统特务背景的分局长统统免职，中统局副局长徐恩曾多次交涉，高秉坊不予理会，由此激怒了陈果夫、陈立夫。
葉秀峯上任不久，一日获得党网的密报：“高秉坊经办税款保证，全无确实收支账目可稽，开征 ‘一丙保证金’4年，收入3600余万元不入公账，存入商业银行作投机交易。”葉秀峯随即报告陈果夫、陈立夫，陈果夫、陈立夫命“立即彻查”。葉秀峯派专员方仲豪查访确认，又派第七科科长潘泽筠复核，第三处拟具报告，葉秀峯亲自修改，附上证据，通过快件呈报蒋介石。
当时，大后方物资紧缺，物价高涨，官商勾结，囤积居奇，遭各界抨击。蒋介石乃以高秉坊平息众怒，下令将其撤职，命法院核实查办。虽有孔祥熙营救，但陈果夫、陈立夫坚持，最终高秉坊被判处死刑。孔祥熙了解原委之后，将两个次长职位让给CC系，缓和了与陈果夫、陈立夫的关系，高秉坊上诉后，被改判为无期徒刑。

### 人财两失
国民政府还都南京后，葉秀峯先内定妻弟吴明甫承建中统局办公大楼，以便从中谋利。后来，葉秀峯又见许多部属以接收的名义劫获许多洋房、汽车，乃开会令这些人为自己做“贡献”。这些人遂集资在玄武湖畔为葉秀峯兴建了一幢二层花园别墅。葉秀峯还依靠权力与中统局在各地的接收大员暗中进行交易，坐地分赃，其中季源溥最为积极，将接收的上海拉菲德路（今复兴中路）的两幢洋房送给了葉秀峯，葉秀峯又将其中一幢转送其情妇。
葉秀峯利用可证明在敌占区的人员是中统局地下工作人员的权力，分别在1946年7月、10月为100多名汉奸先后办了两期地下工作人员检讨会，会后葉秀峯与检讨会主持人王保身单独找这些谈话称，只有交金条及美钞，才能被证明为中统局的地下工作人员，获得“毕业证书”，免被作为汉奸受到法律惩处。此后，葉秀峯还在南京、苏州、徐州等地通过各种名义找这些“地下工作人员”，令这些人再次做 “贡献”。到1948年底，据葉秀峯17岁的独生子私下称，葉秀峯家已经有600余根金条。
1949年初，葉秀峯的独生子奉父亲之命，携带数年积攒的黄金、美钞，自上海乘太平号轮船先行赴台湾，途经舟山群岛附近海域时，与自台湾基隆返航的建元号客轮相撞，太平号轮船沉没，葉秀峯之子失踪。葉秀峯派人派船前往营救，并请求蒋介石命空军派飞机搜寻，但未能找到其子及家财。

### 撤往台湾
民國三十六年（1947年），葉秀峯在原籍江蘇省江都縣當選為第一屆國民大會代表。后来曾任国民大会主席团主席。
1948年底，国军在中国各战场接连失败，葉秀峯决定党通局（1947年，中统局更名为“黨員通訊局”，简称“党通局”）部分机构先行撤往贵阳。此后，葉秀峯以养病为由，居住在上海。1949年1月25日，葉秀峯突然到南京宣布：“先撤往上海，然后再到广州。”当时因逢溃败，撤离南京的交通工具极其不足，党通局内部又十分混乱，故除了部分人员外，其他人员均自行赴上海集中。
此时，党通局人员人心涣散，均想拿到钱后各奔前程。因中国国民党中央已给党通局下发了一大笔遣散费及疏散费，这笔钱由葉秀峯掌握，党通局人员便自发集中起来向葉秀峯要钱，葉秀峯躲避于情妇家中，但要钱者坚持不放，葉秀峯才拿出一点钱对离开党通局者给资遣散，其余人员各发一笔疏散费，命众人先撤往广州。
中国国民党中央党部迁至广州后，不再给党通局下拨经费。陈立夫以立法院副院长的身份加以影响，经CC系成员活动，立法院最终批准在行政院内政部下增设调查局，党通局由此变为政府机构，有了新的经费来源。葉秀峯不愿屈就内政部调查局局长之职，乃将亲信季源溥安排为内政部调查局局长，又安排亲信王保身任副局长加以掣肘，葉秀峯认为由此以自己中国国民党中央执行委员和党通局局长的身份遥控指挥季源溥不成问题。
但是，由于编制所限，以及内政部部长李汉魂以安排另一名非中统人员张益民任内政部调查局副局长作为交换条件，季源溥未接受王保身出任副局长。季源溥出任内政部调查局局长后，重大事宜直接请示陈立夫，对葉秀峯的指挥则置之不理。葉秀峯既没有经费来源，又失去了控制人事的权力，成为空头的党通局局长。此时，季源溥制定了一套潜伏及海外工作计划，直接经陈立夫报呈蒋介石，获蒋介石赏识，指示中国国民党中央拨款10万元用于该计划。但兼任中国国民党中央财务委员会常委的葉秀峯，以该款项应由党通局具体安排为由，从中截留了6万元。季源溥、葉秀峯由此发生激烈争执。
1949年6月、7月间，中国人民解放军已经夺取了中国许多地区，很多内政部调查局的地方负责人逃到广州后，流落街头。他们得知葉秀峯曾在中国国民党中央领到一笔遣散费及疏散费后，向葉秀峯要求下发该费。此时，季源溥、葉秀峯的矛盾已公开化，季源溥积极怂恿这批人向葉秀峯要钱，葉秀峯避往台湾。季源溥指派内政部调查局主任秘书万大鋐及老资格特务齐跃荣等人率一批人追赴台湾，除向葉秀峯要钱，还要求清算历年账目，葉秀峯只好躲藏，无心再过问内政部调查局事务。
1949年8月20日，蒋介石在台北市的圆山召开会议，将军统及中统特务组织合并成立“政治行动委员会”。葉秀峯出任政治行动委员会委员之一。参与收编迁往台湾的各路特务。
后来，葉秀峯创办了名叫“海外世界”的新闻社，任中华民国新闻通讯事业协会理事长兼中国广播公司监察人，还曾出席联合国科学技术研讨会。
1990年2月8日，葉秀峯在台北市病逝。

### 逸事
1936年，葉秀峯在扬州瘦西湖畔兴建“万葉林园”。这是因为葉秀峯回乡游览扬州园林时，发现没有其印象中那么出色，乃决心新建一座园林。此议获地方乡绅耆老赞成，亦获时任江都县县长的马镇邦肯定。葉秀峯花费巨资迁走了原址上的坟墓，开始了建园过程。葉秀峯建园的思想是先建林，后建园。金陵大学农科院的张炳辰、陈冯佑为该园设计了树种。该园引进了国内外珍贵树木将近两千株，种类将近200种。此外，该园还计划修建图书馆、纪念堂、青年馆，其中图书馆、纪念堂是为纪念葉秀峯的父亲叶惟善。但1937年抗日战争爆发后，该园的兴建被迫中止，成为一座仅有植物而无建筑的园林。1952年，该园林与阮家坟合并成立“劳动公园”，如今又立碑为“叶园”。

## 家庭
- 父：叶惟善，中华民国时期中学校长，曾任扬州中学校长，1925年逝世。[4]
- 大房:吴晴湘
- 二房:周静娟
- 大房儿子:叶佑炫(死于太平轮事件)